# スクランブル (後藤真希の曲)
「スクランブル」は、後藤真希の7枚目のシングル。2003年6月18日発売。

## 概要
タイトル曲「スクランブル」は、本人初主演映画『青春ばかちん料理塾』の主題歌に使用された。
オリジナルフォト&ノートパッド付初回限定盤と通常盤の2形態で発売。

## 収録曲
全作詞・作曲：つんく
1. スクランブル
編曲：鈴木Daichi秀行
2. 長電話
編曲：SHO-1
3. スクランブル (Instrumental)

## 参加ミュージシャン
スクランブル
- 全ての楽器：鈴木Daichi秀行
- コーラス：後藤真希・つんく

長電話
- プログラミング：SHO-1
- ギター：清水一雄
- コーラス：後藤真希

## カバー
- Juice=Juice(2015年) - アルバム「First Squeeze!」の通常盤DISC3に収録。